# Žádost o přezkoumání rozhodnutí mimo odvolací řízení
Žádost o přezkoumání rozhodnutí mimo odvolací řízení byla mimořádným opravným prostředkem ve správním řízení. Zrušena byla s účinností nového správního řádu k 1. lednu 2006 a víceméně byla nahrazena řízením přezkumným.
Pravomocné rozhodnutí mohl na jejím základě, nebo i z vlastní iniciativy, přezkoumat orgán, který byl nejblíže nadřízený orgánu, jež dané rozhodnutí vydal. V případě ústředního orgánu státní správy jeho vedoucí. Napadané rozhodnutí pak zrušil nebo i jen změnil, pokud shledal, že bylo vydáno v rozporu s právním předpisem, nejpozději k tomu však mohlo dojít do tří let od nabytí právní moci. Proti rozhodnutí o zrušení či změně bylo přípustné odvolání, případně rozklad.